# Der Graf
Der Graf (littéralement « le comte » en allemand ; né en 1970 à Aix-la-Chapelle ou Würselen selon les sources) est un chanteur et parolier allemand. Il a été durant quinze années le chanteur et parolier du groupe Unheilig.

## Biographie

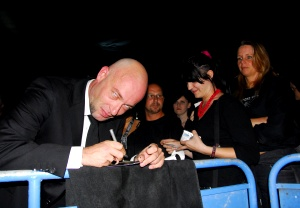
Der Graf signant des autographes après un concert.

Der Graf ne donne que très peu d'informations sur sa vie privée : ni son nom ni sa date de naissance ne sont connus. Certains articles le nomment parfois Bernd Heinrich Graf, à la suite d'une blague du magazine allemand Bild. La marque Unheilig est en outre enregistrée par Bernd Graf. Des hypothèses concernant d'autres noms continuent à être proposées.
Avant d'aller à l'école, Der Graf est inscrit à un Kindergarten catholique et est enfant de chœur. Durant son enfance, il est sujet à un sévère bégaiement qui provoque les moqueries des autres enfants. Avant de se lancer dans la musique, il fait des études pour devenir prothésiste dentaire, qu'il décide cependant d'arrêter. Il s'engage par la suite comme soldat pour quatre ans. Il fait ensuite des études pour devenir fabricant d'appareils auditifs. En 1999, il fonde le groupe Unheilig avec Grant Stevens et le producteur Jose Alvarez-Brill. Le premier single du groupe, intitulé Sage ja!, sorti en 2000, devient immédiatement une chanson phare de la Schwarze Szene (littéralement « scène noire », expression désignant la scène gothique allemande) et se classe dans les charts de rock alternatif. En 2001 sort le premier album du groupe, Phosphor (« Phosphore »), contenant des titres en anglais et en allemand, qui mélange sons électroniques et musique rock sombre. En avril 2003 sort l'album Das 2. Gebot (« Le deuxième Commandement »).
Fin 2002, Der Graf décide de travailler seul sur le projet Unheilig, pour ne plus avoir à faire de compromis dans la manière de gérer le groupe. Il ne travaille plus avec des musiciens que lors des concerts. Dans son album Zelluloid (« Celluloïd »), Unheilig prend un virage plus rock, qui ne prend pourtant pas ses racines dans la Schwarze Szene. Avec son album Moderne Zeiten, Unheilig est très présent aux festivals des scènes alternatives et « noires ». En 2008 sort l'album Puppenspiel (Spectacle de marionnettes), suivi en 2010 par Große Freiheit (« Grande liberté ») et Lichter der Stadt (« Lumières de la ville ») en 2012.
En octobre 2014, il annonce dans une lettre ouverte la fin de sa collaboration au projet Unheilig. Il participe toutefois à la tournée Ein letztes Mal de l'année 2016.

## Engagement social

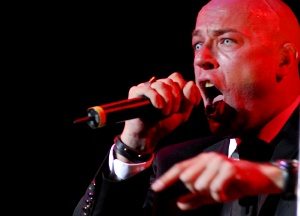
Der Graf en concert (2007).

Depuis 2010, Der Graf soutient l'association Herzenswünsche e. V. (littéralement « souhaits du cœur »), destinée aux enfants gravement malades, avec Die Grafschaft, action pour laquelle il reçoit un Echo d'honneur en 2012. Depuis mai 2012, il est ambassadeur de Hear the World (« entendre le monde »), une initiative internationale de la marque Phonak, consacrée au thème de l'audition et menant des campagnes d'informations sur la perte de l'audition. Le 7 décembre 2013, Der Graf est récompensé d'un KIND Award par l'association Kinderlachen (« rires d'enfants ») tant pour son travail avec Herzenswünsche e. V. que pour son engagement avec Die Grafschaft.

## Discographie

### Sous The Graf
- 1994 : Dreams and Illusions

### Avec Unheilig

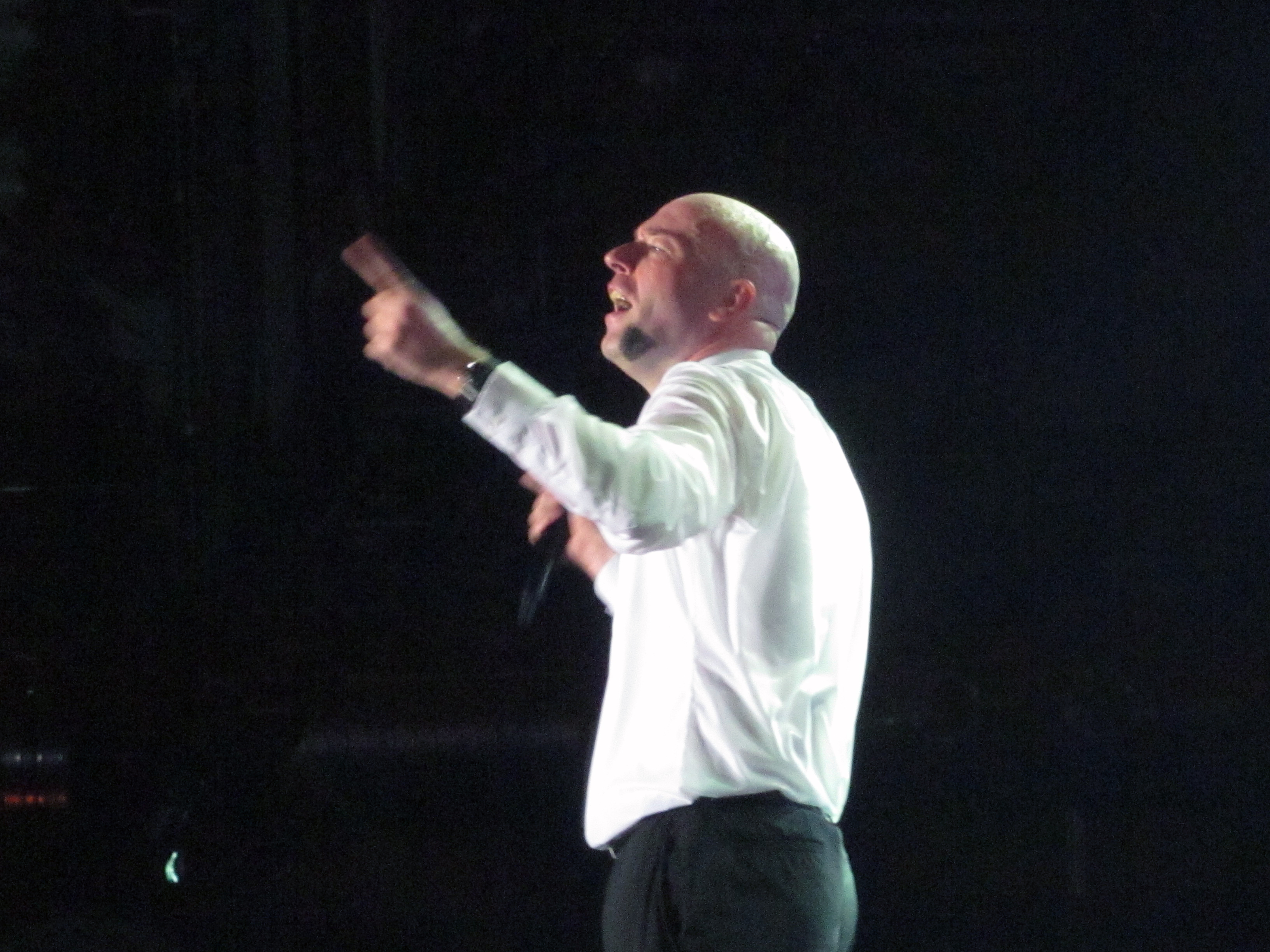
Der Graf en concert (2010)

- Voir Discographie de Unheilig

### Avec d'autres groupes
- 2011 : Hol die Sterne (littéralement « prends les étoiles ») avec le groupe In Extremo.

## Doublage
- 2012 : Sammys Abenteuer 2 - Kleine Helden auf großer Mission (sorti sous le titre Sammy 2 en français) - Big D[12].

## Récompenses
- Echo Pop
  - 2011 - dans la catégorie « producteur (national) » avec Unheilig
  - 2012 - dans la catégorie « prix spécial » pour son action Die Grafschaft et son travail avec l'association Herzenswünsche e. V.
- KIND Award
  - 2013 - pour son engagement pour les enfants et les adolescents